# Geordnete abelsche Gruppe
Eine geordnete abelsche Gruppe ist eine mathematische Struktur. Es handelt sich um eine abelsche Gruppe, auf der zusätzlich eine mit der Gruppenstruktur verträgliche Ordnungsrelation gegeben ist, die man üblicherweise mit {\displaystyle \leq } bezeichnet (man liest kleiner-gleich). Dadurch ist es möglich, die Elemente einer Gruppe der Größe nach zu vergleichen.
Viele Begriffsbildungen aus der Theorie der geordneten Vektorräume lassen sich auf abelsche Gruppen übertragen, indem man die Skalarmultiplikation durch die {\displaystyle \mathbb {Z} }-Modul-Struktur ersetzt, allerdings entfallen geometrische Betrachtungen wie Konvexitätsargumente.
Jede geordnete abelsche Gruppe ist torsionsfrei. Umgekehrt lässt sich eine abelsche Gruppe genau dann mit einer Ordnung versehen, sodass man eine geordnete abelsche Gruppe erhält, wenn die Gruppe torsionsfrei ist.
Geordnete abelsche Gruppen sind ein Spezialfall des allgemeiner angelegten Begriffs der angeordneten Gruppe.

## Definition
Eine geordnete abelsche Gruppe ist ein Tripel {\displaystyle (G,+,\leq )} bestehend aus einer abelschen Gruppe {\displaystyle (G,+)} und einer Relation {\displaystyle \leq }, so dass folgendes gilt:
1. Für alle {\displaystyle x\in G} gilt {\displaystyle x\leq x}, das heißt {\displaystyle \leq } ist reflexiv.
2. Aus {\displaystyle x\leq y} und {\displaystyle y\leq z} folgt {\displaystyle x\leq z} für alle {\displaystyle x,y,z\in G}, das heißt {\displaystyle \leq } ist transitiv.
3. Aus {\displaystyle x\leq y} folgt {\displaystyle x+z\leq y+z}  für alle {\displaystyle x,y,z\in G}, das heißt {\displaystyle \leq } ist mit der Gruppenstruktur verträglich.[2]

### Positive Menge
Die Menge {\displaystyle G^{+}:=\{x\in G;\,x\geq 0\}} heißt die positive Menge und ist eine Unter-Halbgruppe, die das neutrale Element 0 enthält. 
Dabei steht {\displaystyle x\geq 0} natürlich für {\displaystyle 0\leq x}.
Ist umgekehrt in einer abelschen Gruppe {\displaystyle (G,+)} eine Unterhalbgruppe {\displaystyle U}, die das neutrale Element enthält, gegeben und definiert man {\displaystyle x\leq y} durch {\displaystyle y-x\in U}, so ist {\displaystyle (G,+,\leq )} eine geordnete abelsche Gruppe, für die {\displaystyle G^{+}=U} gilt. Demnach kann man eine geordnete abelsche Gruppe auch als abelsche Gruppe, in der eine Unterhalbgruppe ausgezeichnet ist, definieren. Viele Eigenschaften geordneter abelscher Gruppen lassen sich sowohl mittels der Ordnungsrelation als auch mittels Eigenschaften der Unterhalbgruppe {\displaystyle G^{+}} beschreiben.
Ist {\displaystyle x\in G^{+}} von endlicher Ordnung {\displaystyle n}, so ist auch {\displaystyle -x=(n-1)\cdot x\in G^{+}}. Wenn alle Elemente der Gruppe endliche Ordnung haben, so ist daher {\displaystyle G^{+}} eine Untergruppe und die Ordnung nichts weiter als eine Äquivalenzrelation. Substantielle Anwendungen der Ordnungstheorie wird man daher nur für Gruppen mit Elementen unendlicher Ordnung erwarten, insbesondere sind die in der Theorie auftretenden Gruppen unendlich.

### Positive Abbildungen
Seien {\displaystyle (G,+,\leq )} und {\displaystyle (H,+,\leq )} zwei geordnete abelsche Gruppen, Verknüpfung und Ordnungsrelation sind hier mit denselben Symbolen bezeichnet.
Eine Abbildung {\displaystyle f\colon G\to H} heißt positiv oder monoton, falls aus {\displaystyle x\leq y} stets {\displaystyle f(x)\leq f(y)} folgt für alle {\displaystyle x,y\in G}.
Ein Gruppenhomomorphismus {\displaystyle f\colon G\to H} ist genau dann positiv, wenn {\displaystyle f(G^{+})\subset H^{+}}.
In der Kategorie der geordneten abelschen Gruppen sind die Morphismen die positiven Gruppenhomomorphismen.

## Weitere Begriffsbildungen
Sei {\displaystyle (G,+,\leq )} eine geordnete abelsche Gruppe.

### Antisymmetrische Ordnung
Die Ordnung auf {\displaystyle G} heißt antisymmetrisch, falls aus {\displaystyle x\leq y} und {\displaystyle y\leq x} stets {\displaystyle x=y} folgt. Die Ordnung ist genau dann antisymmetrisch, wenn {\displaystyle G^{+}\cap (-G^{+})=\{0\}}. 
Manche Autoren nehmen die Antisymmetrie mit in die Definition auf und sprechen bei fehlender Antisymmetrie von einer Präordnung bzw. von einer prägeordneten Gruppe, so zum Beispiel in . Eine antisymmetrische Ordnung wird auch strikte Ordnung genannt.

### Gerichtete Ordnung
Die Ordnung auf {\displaystyle G} heißt gerichtet, falls es zu je zwei Elementen {\displaystyle x,y\in G} stets ein {\displaystyle z\in G} gibt mit {\displaystyle x\leq z} und {\displaystyle y\leq z}. Die Ordnung ist genau dann gerichtet, wenn {\displaystyle G=G^{+}-G^{+}}.

### Ordnungseinheiten
Ein Element {\displaystyle e\in G} heißt eine Ordnungseinheit, falls es zu jedem {\displaystyle x\in G} ein {\displaystyle n\in \mathbb {N} } gibt mit {\displaystyle -n\cdot e\leq x\leq n\cdot e}. 
Im Beispiel {\displaystyle (\mathbb {Z} ,+,\leq )} mit der natürlichen Ordnung ist jedes Element aus {\displaystyle \mathbb {N} \setminus \{0\}} eine Ordnungseinheit. Der Folgenraum {\displaystyle c_{0}}, als geordnete abelsche Gruppe aufgefasst, hat keine Ordnungseinheiten.

### Skalierte, geordnete abelsche Gruppen
Eine Skala in {\displaystyle G} ist eine Teilmenge {\displaystyle S\subset G^{+}} mit folgenden Eigenschaften:
- Aus {\displaystyle 0\leq x\leq s\in S} folgt {\displaystyle x\in S}
- {\displaystyle S} ist gerichtet, das heißt zu je zwei Elementen {\displaystyle s_{1},s_{2}\in S} gibt es ein {\displaystyle s\in S} mit {\displaystyle s_{1}\leq s} und {\displaystyle s_{2}\leq s}.
- {\displaystyle S} ist erzeugend, das heißt jedes {\displaystyle x\in G^{+}} ist endliche Summe von Elementen aus {\displaystyle S}.

Das Paar {\displaystyle (G,S)} heißt dann skalierte, geordnete abelsche Gruppe. Oft wird eine solche Skala durch eine Ordnungseinheit {\displaystyle e} definiert, es ist dann {\displaystyle S=\{x\in G;\,0\leq x\leq e\}} und man schreibt {\displaystyle (G,e)} an Stelle von {\displaystyle (G,S)}. In der Kategorie der skalierten, geordneten abelschen Gruppen betrachtet man als Morphismen zwischen {\displaystyle (G,S_{G})} und {\displaystyle (H,S_{H})} diejenigen positiven Gruppenhomomorphismen {\displaystyle f\colon G\to H}, für die {\displaystyle f(S_{G})\subset S_{H}} gilt.

### Archimedische Ordnung
In Analogie zum archimedischen Axiom nennt man die Ordnung auf {\displaystyle G}
- archimedisch, falls aus {\displaystyle n\cdot x\leq y} für alle {\displaystyle n\in \mathbb {N} } stets {\displaystyle x\leq 0} folgt.
- fast archimedisch, falls aus {\displaystyle -y\leq n\cdot x\leq y} für alle {\displaystyle n\in \mathbb {N} } stets {\displaystyle x=0} folgt.

Ist die Ordnung antisymmetrisch, so sind archimedische Ordnungen fast archimedisch.

### Unperforierte Ordnung
Folgt aus {\displaystyle n\cdot x\geq 0} für ein {\displaystyle n\in \mathbb {N} ,n>0} stets {\displaystyle x\geq 0}, so heißt die Ordnung unperforiert.
Unperforierte und antisymmetrische Gruppen müssen torsionsfrei sein, denn aus {\displaystyle n\cdot x=0} für ein {\displaystyle n\in \mathbb {N} ,n>0} folgt wegen der Unperforiertheit {\displaystyle x\geq 0} und {\displaystyle -x\geq 0}, also {\displaystyle x=0} wegen der Antisymmetrie.
Archimedische, gerichtete Gruppen sind unperforiert.

### Rieszsche Interpolationseigenschaft
Wie auch in der Theorie der geordneten Vektorräume betrachtet man weitere Eigenschaften der Ordnung, etwa die nach Frigyes Riesz benannte Rieszsche Interpolationseigenschaft das heißt: 
- Sind {\displaystyle A,B\subset G} endliche Teilmengen mit {\displaystyle a\leq b} für alle {\displaystyle a\in A,b\in B}, so gibt es ein {\displaystyle x\in G} mit {\displaystyle a\leq x\leq b} für alle {\displaystyle a\in A,b\in B}. (Es genügt, zweielementige Mengen {\displaystyle A,B\subset G} zu betrachten.)

Eine geordnete abelsche Gruppe {\displaystyle (G,+,\leq )} mit antisymmetrischer Ordnung heißt Verband oder genauer verbandsgeordnete Gruppe, wenn es zu je zwei Elementen {\displaystyle x,y\in G} ein Supremum gibt. Dies ist ein Element {\displaystyle z\in G} mit {\displaystyle x\leq z} und {\displaystyle y\leq z}, das kleinste Element mit dieser Eigenschaft ist, das heißt für jedes {\displaystyle w\in G} mit {\displaystyle x\leq w} und {\displaystyle y\leq w} folgt {\displaystyle z\leq w}. Man zeigt, dass {\displaystyle z} eindeutig durch {\displaystyle x} und {\displaystyle y} bestimmt ist. Man spricht daher von dem Supremum von {\displaystyle x} und {\displaystyle y} und schreibt dafür {\displaystyle x\vee y}. Ganz analog existiert dann auch zu je zwei Elementen {\displaystyle x} und {\displaystyle y} das Infimum {\displaystyle x\wedge y=-((-x)\vee (-y))}.
Offenbar haben verbandsgeordnete Gruppen die Rieszsche Interpolationseigenschaft, die Umkehrung gilt im Allgemeinen nicht. Es stellt sich heraus, dass verbandsgeordnete Gruppen stets distributive Verbände sind.

## Beispiele
- Das bekannteste Beispiel einer geordneten abelschen Gruppe ist die Gruppe {\displaystyle (\mathbb {Z} ,+,\leq )} der ganzen Zahlen mit der üblichen Ordnungsrelation. Diese Ordnung ist strikt und es ist {\displaystyle \mathbb {Z} ^{+}=\mathbb {N} _{0}}. Die Gruppenhomomorphismen auf {\displaystyle \mathbb {Z} } sind genau die Abbildungen {\displaystyle f_{n}:\mathbb {Z} \rightarrow \mathbb {Z} ,x\mapsto nx}, wobei {\displaystyle n\in \mathbb {Z} }. Die positiven Gruppenhomomorphismen sind genau die Abbildungen {\displaystyle f_{n}}, wobei {\displaystyle n\in \mathbb {N} _{0}}.
- Analog zum ersten Beispiel sind auch {\displaystyle (\mathbb {Q} ,+,\leq )} und {\displaystyle (\mathbb {R} ,+,\leq )} Beispiele geordneter abelscher Gruppen.
- Auf {\displaystyle (\mathbb {Z} ^{2},+)} definiere {\displaystyle (x_{1},x_{2})\leq (y_{1},y_{2})} genau dann, wenn {\displaystyle x_{1}\leq y_{1}} und {\displaystyle x_{2}\leq y_{2}}. Dann ist {\displaystyle (\mathbb {Z} ^{2},+,\leq )} eine geordnete abelsche Gruppe mit {\displaystyle (\mathbb {Z} ^{2})^{+}=(\mathbb {N} _{0})^{2}}.
- Auf {\displaystyle (\mathbb {Z} ^{2},+)} definiere {\displaystyle (x_{1},x_{2})\preceq (y_{1},y_{2})} genau dann, wenn {\displaystyle x_{1}<y_{1}} oder {\displaystyle x_{1}=y_{1}} und {\displaystyle x_{2}\leq y_{2}}; das ist die sogenannte lexikographische Ordnung. Auch {\displaystyle (\mathbb {Z} ^{2},+,\preceq )} ist eine geordnete abelsche Gruppe, die positive Menge ist {\displaystyle \{0\}\times \mathbb {N} _{0}\cup (\mathbb {N} \setminus \{0\})\times \mathbb {Z} }.
- Betrachtet man zu einer abelschen Gruppe die Unterhalbgruppe {\displaystyle \{0\}}, so ist die zugehörige Ordnungsrelation die Gleichheit.
- Ist {\displaystyle H} eine Halbgruppe und {\displaystyle G={\mathcal {G}}(H)} die zugehörige Grothendieck-Gruppe, so definiert das Bild von {\displaystyle H} in {\displaystyle G} eine Halbgruppe und somit eine Ordnung auf {\displaystyle G}. Die in der K-Theorie betrachtete {\displaystyle K_{0}}-Gruppe eines Ringes ist eine solche Grothendieck-Gruppe und daher in natürlicher Weise eine geordnete abelsche Gruppe.
- Jeder geordnete Vektorraum ist eine geordnete abelsche Gruppe, wenn man die skalare Multiplikation vergisst und den Vektorraum nur als abelsche Gruppe betrachtet.

## Anwendungen
- Die abzählbaren, unperforierten geordneten abelschen Gruppen mit der Rieszschen Interpolationseigenschaft sind genau diejenigen Gruppen, die als {\displaystyle K_{0}}-Gruppe einer AF-C*-Algebra auftreten.
- In der Bewertungstheorie definiert man zu einem Bewertungsring {\displaystyle A} mit Quotientenkörper {\displaystyle K} die Faktorgruppe {\displaystyle K^{*}/A^{*}} der Einheitengruppen mit der Ordnung {\displaystyle [x]\leq [y]} genau dann, wenn {\displaystyle yx^{-1}\in A}. Die positive Halbgruppe ist durch die Restklassen der Elemente aus {\displaystyle A} gegeben.